# Northwestern Wildcats
Northwestern Wildcats är en idrottsförening tillhörande Northwestern University och har som uppgift att ansvara för universitetets idrottsutövning.

## Idrotter
Wildcats deltager i följande idrotter:
| Herrar - Amerikansk fotboll - Baseboll - Basket - Brottning - Fotboll - Golf - Simning - Simhopp - Tennis | Damer - Basket - Fotboll - Fäktning - Golf - Landhockey - Lacrosse - Simning - Simhopp - Softboll - Tennis - Terränglöpning - Volleyboll |

## Idrottsutövare

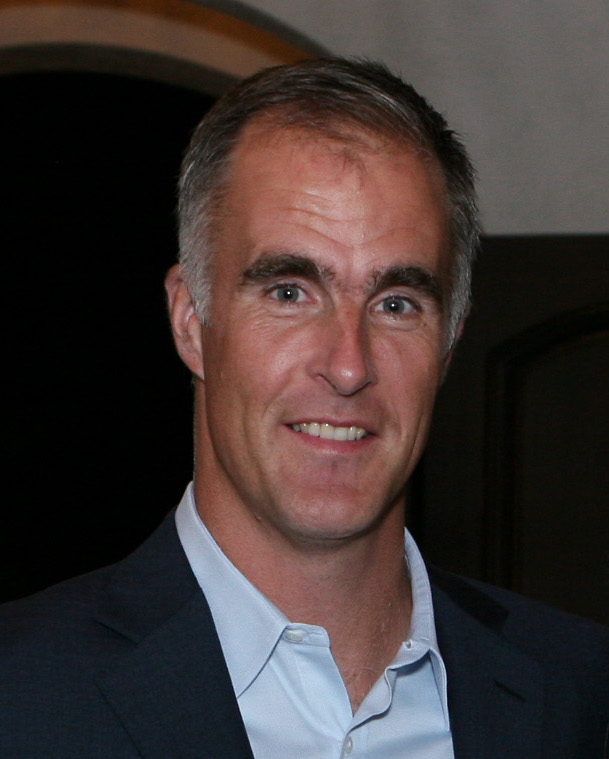
Todd Martin.

| Amerikansk fotboll - Fred Williamson Baseboll - Joe Girardi - Mike Koplove Basket - Dick Klein - Pete Nance - Pat Spencer Friidrott - William Droegemueller | Golf - Luke Donald Simning - Sybil Bauer - Matt Grevers - Ken Huszagh - Albert Schwartz - Bob Skelton Tennis - Clark Graebner - Todd Martin - Marty Riessen |